# Washburn, Illinois
Washburn är en ort i Woodford County i delstaten Illinois, USA.